# Securityscan

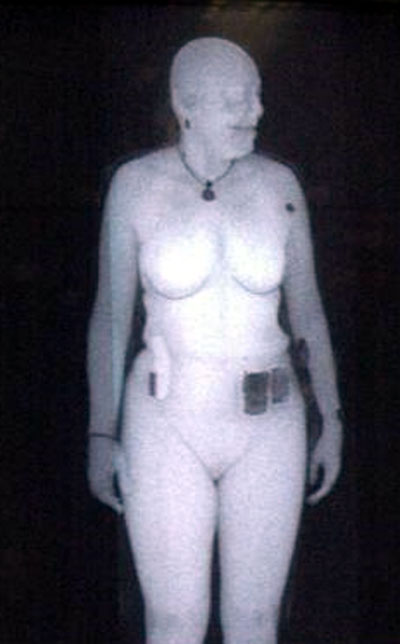
Een scan van een vrouw met behulp van röntgenstraling.

Een securityscan, ook wel onder andere bodyscan of naaktscan genoemd, wordt door de kleding van een persoon heen gemaakt met behulp van een scanapparaat dat mensen kan fouilleren zonder fysiek contact.

## Soorten

### Millimetergolfscanner
Het meest voorkomende systeem maakt gebruik van millimetergolven van het radiospectrum, waarbij de scan een beeld geeft van de contouren van het lichaam door de weerkaatsing van de golven op de huid. De beveiliger of de ingebouwde software kan zo in één oogopslag bepalen of iemand verboden voorwerpen bij zich heeft. Het is niet langer nodig om iemand te fouilleren, wat veel tijd bespaart. De scan kan echter niet 'in' het lichaam kijken, zoals bij geneeskundig beeldvormend onderzoek. In tegenstelling tot bij een systeem dat gebruikmaakt van röntgenstraling is er geen enkele aanwijzing dat de millimetergolfmethode schade oplevert voor het menselijk lichaam. Hierbij moet worden opgemerkt dat er geen langetermijnonderzoek is verricht naar de gevolgen van herhaalde blootstelling aan millimetergolven.

### Terahertzscanner
Terahertzscanners maken gebruik van terahertzstraling in het radiospectrum. Hierbij is sprake van elektromagnetische straling met 10 tot 100 keer hogere frequenties dan gangbare millimetergolfscanners. Deze scanners zijn op dit moment nog in ontwikkeling. Een studie uitgevoerd door Boian S. Alexandrov en andere wetenschappers van het Center for Nonlinear Studies aan het Los Alamos National Laboratory in New Mexico heeft wiskundige modellen opgeleverd die laten zien, dat, hoewel er slechts sprake is van zeer kleine krachten, niet-lineaire resonanties in DNA als gevolg van terahertzstraling met zeer hoge intensiteit voor schade aan DNA-strengen zou kunnen zorgen. De onderzoekers pleiten derhalve voor nader onderzoek voordat terahertzscanners breed worden ingezet.

### Röntgenscanner
Een derde systeem maakt gebruik van röntgenstraling. In tegenstelling tot een conventionele röntgenscanner wordt niet de straling die door het doel heen gaat gedetecteerd, maar juist het gedeelte van de straling dat wordt teruggekaatst. Deze systemen worden daarom ook wel "backscatter x-ray" systemen genoemd, om ze te onderscheiden van "transmission x-ray" systemen, waarbij de röntgenstraling dwars door het lichaam gaat. Hoewel deze systemen met een relatief lage dosis röntgenstraling werken, ongeveer de dosis die normaal gedurende een halve dag door de reguliere achtergrondstraling wordt opgelopen, geldt dat dit additionele straling is. Dit systeem zou daardoor cumulatief wel schade aan het menselijk lichaam kunnen aanbrengen. Vooral voor mensen die frequent gescand moeten worden zoals piloten en zakenmensen kan deze methode dus extra bezwaarlijk zijn. Een 8 uur durende intercontinentale vlucht levert overigens een additionele stralingsbelasting op die ongeveer 4 keer zo groot is als die van de röntgenscanner.

## Toepassing en controverse
Luchthaven Schiphol nam op 15 mei 2007 als eerste luchthaven ter wereld securityscans in gebruik. Er werden zeventien millimetergolfscanners aangekocht.
Het gebruik van de securityscan is omstreden omdat het in strijd zou zijn met het recht op privacy. Op Schiphol heeft men er daarom voor gekozen de scan niet verplicht te stellen. De reizigers hebben dus de mogelijkheid de scan te weigeren. Schiphol biedt deze optie echter niet actief aan, reizigers moeten hier zelf om vragen. Na de aanslagpoging op Northwest Airlines-vlucht 253 werd besloten dat Schiphol de securityscan in gebruik zou gaan nemen voor vluchten naar de Verenigde Staten. De software van de scans op Schiphol maakt het overbodig dat een beveiliger meekijkt, daardoor zou de privacy in mindere mate aangetast worden.
In Groot-Brittannië wordt de scanner voorlopig niet op kinderen toegepast, omdat de scan kan worden opgevat als naaktafbeelding van een kind, die op grond van Britse wetgeving tegen kinderporno illegaal zou zijn.

Een Amerikaanse moslimorganisatie vaardigde een fatwa uit omtrent het gebruik van de bodyscan. De Fiqh Council of North America (FCNA) stelt daarin dat moslims niet door lichaamsscanners heen mogen die beelden genereren die door beveiligers bekeken worden, omdat ze hun geslachtsdelen moeten bedekken en mannen en vrouwen elkaars lichaam niet mogen zien. De FCNA gaf echter ook aan geen bezwaar te hebben tegen apparatuur waarbij software de scandata beoordeelt, en er geen beelden van mensen worden gegenereerd.
In augustus 2010 bleek dat in de Verenigde Staten tienduizenden door bodyscanners gemaakte naaktbeelden toch waren opgeslagen. Dit werd gemeld door de organisatie EPIC (Electronic Privacy Information Center), dat een rechtszaak tegen de United States Marshals Service had aangespannen om gegevens hierover op te eisen. EPIC ontving in totaal honderd afbeeldingen en zag er bewijs in dat bodyscanners naaktbeelden van reizigers kunnen maken en bewaren. Het Ministerie voor Binnenlandse Veiligheid had eerder laten weten dat er helemaal geen afbeeldingen worden opgeslagen. Volgens de Amerikaanse luchtvaartbeveiligingsautoriteit (TSA) is de opslag van de afbeeldingen alleen voor “opleiding, testen en evaluatie”. Een woordvoerder van luchthaven Schiphol beweert dat de bodyscanners daar geen beelden opslaan.
Na jaren van discussie stemde het Europees Parlement op 24 mei 2011 in met de plaatsing van bodyscanners op Europese luchthavens. Aan deze beslissing werden wel eisen verbonden voor wat betreft de gezondheid en privacy van passagiers. Zo wordt röntgenapparatuur verboden en zullen geen lichaamsbeelden maar alleen standaardfiguren worden afgebeeld en opgeslagen. Ook hebben reizigers het recht een scan te weigeren en in plaats daarvan gefouilleerd te worden. De Europese Commissie kondigde een eigen voorstel voor invoering van de bodyscanner aan.